# Linie R (Metro Madrid)
Die Linie R ist eine U-Bahn-Linie der Metro Madrid, wobei das R eine Abkürzung des spanischen Wortes Ramal („Abzweig“) ist. Es handelt sich um eine kurze Zubringerlinie ohne Zwischenstationen zwischen dem Stadtzentrum (Station Ópera) und dem Bahnhof Príncipe Pío. Die zum Kleinprofilnetz gehörende Linie ist 1092 Meter lang und damit die kürzeste U-Bahn-Linie in Europa. Ein einzelner Zug mit vier Wagen pendelt zwischen den Endstationen hin und her. Die Strecke ist zwar zweigleisig, doch gibt es in beiden Stationen nur je einen 60 m langen Bahnsteig.
Eröffnet wurde die Linie R am 27. Dezember 1925. Die private Metrogesellschaft, die mit ihren ersten Strecken bereits gute Erfahrungen gesammelt hatte, wollte mit dem kurzen Zubringer auch den Nordbahnhof (Estación del Norte, heute Príncipe Pío) anbinden. Dieser Bahnhof liegt tief unten im Tal des Manzanares; die Straßenbahnen konnten auf der steilen Straße nur sehr langsam fahren, weshalb die Linie R einen erheblichen Zeitgewinn bedeutete.
Im August 1936, wenige Wochen nach Beginn des Spanischen Bürgerkriegs, musste der Verkehr auf der Linie R eingestellt werden; der Nordbahnhof war von seinem Hinterland abgeschnitten worden, so dass es kaum noch Fahrgäste gab. Nach dem Ende des Krieges im März 1939 wurde der Betrieb wieder aufgenommen.
Über Jahrzehnte war die Linie R die einzige Metrolinie, die den Nordbahnhof erschloss. Dies änderte sich Anfang der 1990er Jahre. Die Fernzüge nach Nordwesten leitete man zum Bahnhof Chamartín um und baute den Kopfbahnhof zu einem leistungsfähigen Durchgangsbahnhof für die Cercanías-Vorortzüge um. Die bestehende U-Bahn-Station wurde zu einem bedeutenden Umsteigeknoten ausgebaut, an dem seither auch die L-6 und die L-10 halten.